# Johann Philipp Abelin
Johann Philipp Abelin fue un cronista alemán cuya carrera transcurrió entre el siglo XVI y el XVII. Nació probablemente en Estrasburgo, y murió entre 1634 y 1637. Escribió numerosas historias bajo los seudónimos de Abeleus, Philipp Arlanibäus, Johann Ludwig Gottfried y Gotofredus. 